# 基础情报
基礎情報是由情報機構收集並撰寫於情報報告中的關於外國國家、組織或議題的基本或事實性資訊。 在美國情報界中，CIA的World Factbook是最著名的基礎情報出版品。美國國防部對軍事基礎情報則使用「一般軍事情報」這一術語。

## 定義與目的

美國內戰軍服，1895年

基礎情報指的是由情報機構針對外國國家、組織或議題製作的參考文件。這些資訊可能會被多種用途的眾多使用者所需要。基礎情報是較早期的一種情報類型，甚至早於其正式定義的出現。其性質為百科全書式，而非預測性或技術性情報分析。這類情報通常以便於使用的方式組織，如國家研究報告、組織結構壁圖、軍事能力圖表或國家資料庫等。基礎情報需具備全面性、系統性組織，並定期更新以反映變動。
基礎情報的使用者包括政策制定者、軍方，以及撰寫其他情報類型分析報告的分析人員，這些報告通常需依賴基礎情報進行評估。非機密的基礎情報（如CIA世界概況）也經常被一般大眾用作了解外國的參考資料。機密資訊中的基礎情報則包含未公開的內容，如外交關係或軍事能力細節，這些內容在開放源情報中通常無法取得。
「基礎情報」也用作形容詞來指稱初階的情報課程。

## 英國定義
英國對基礎情報的定義為：「基礎情報是關於任何主題的情報，能作為規劃的參考資料與處理後續情報的基礎（引自盟軍行政出版物）。基礎情報包括部隊編制、裝備能力、人物資料、基礎設施、社會政治、經濟與環境面向。我們透過常規監控或應變機制來取得基礎情報。有些英國情報機構也以『基礎建設情報』指稱基礎情報。」

## 北約定義
北約對基礎情報的定義為：「來自任何來源的情報，可作為規劃的參考資料，以及後續情報處理的基礎。」

## 美國國防部定義

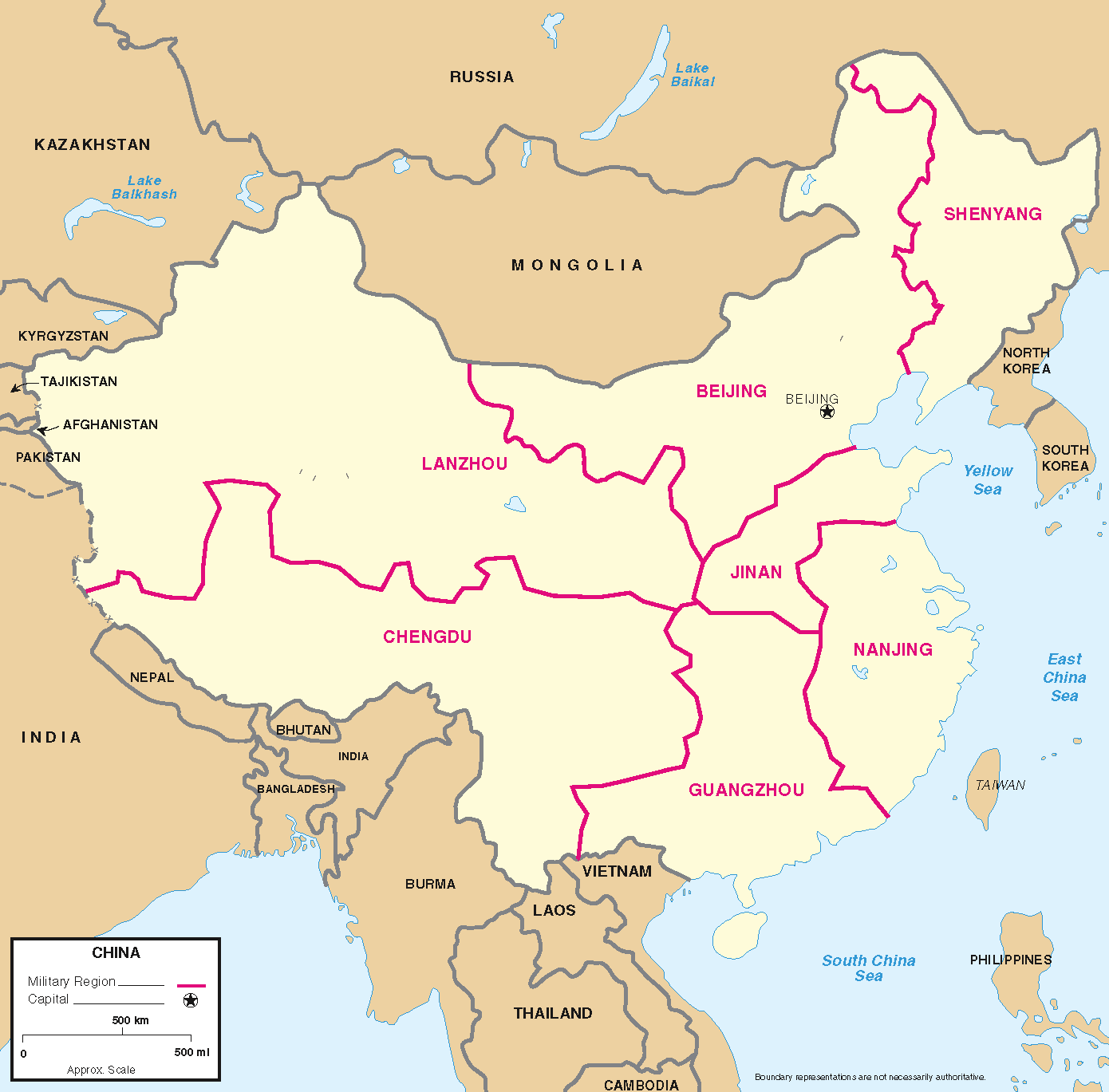
基礎情報範例：中國軍區

一般軍事情報為軍事性質的基礎情報。美國國防部對一般軍事情報的定義如下：「關於外國國家或組織之（1）軍事能力，或（2）可能影響美國或多國軍事行動的主題，包括：武裝部隊能力（如戰鬥序列、編制、訓練、戰術、教義、戰略及其他影響軍事實力的因素）、區域與地形情報（如城市區域、海岸與登陸海灘、氣象、海洋與地質情報）、各種交通運輸模式、軍事物資生產與支援產業、軍事與民用通訊系統、軍事經濟（包括外國軍援）、叛亂與恐怖主義、軍事社會政治情報、軍事相關設施的地點與識別、政府控制、逃脫與規避、以及威脅與預測。（不包含科學與技術情報。）」

## 範例
- CIA世界概況[1][9]

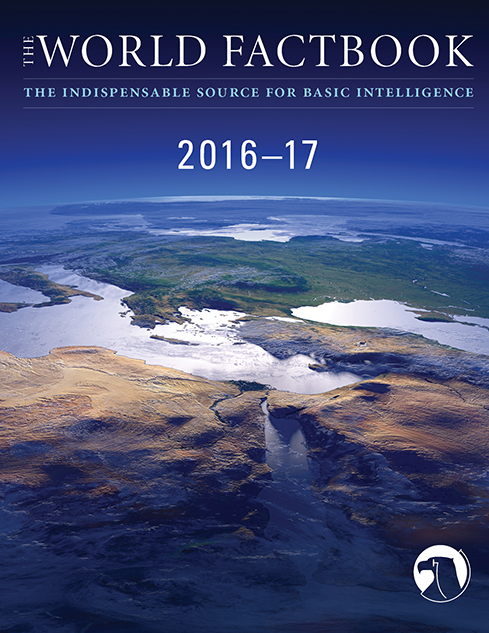
CIA世界概況2016-17年封面

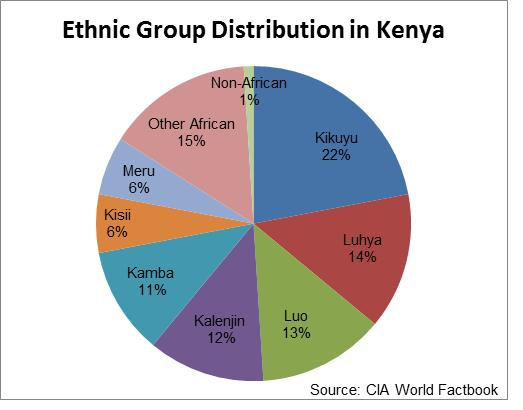
CIA世界概況中肯亞的族群分布

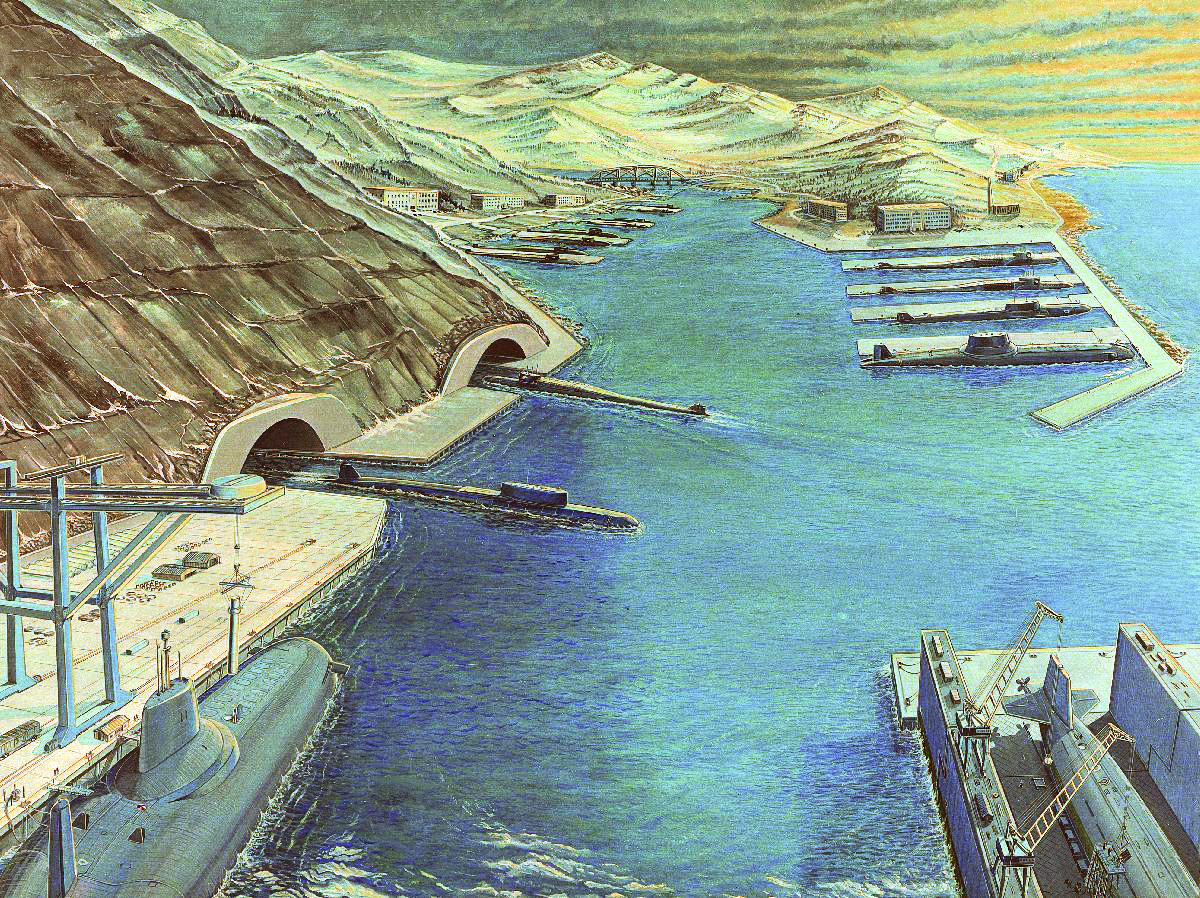
蘇聯彈道飛彈潛艇基地，摘自《Soviet Military Power》

- Soviet Military Power
- 聯合陸海軍情報研究（JANIS）[1]
- 國家情報調查（National Intelligence Survey）[1]
- 現代化整合資料庫（美國國防部一般軍事情報資料庫）[2]
- 軍事能力研究（MCS）[2]
- 地圖[1]
- 壁圖[1]
- 圖表與統計表[1]
- 國家研究報告[10]

## 其他情報類型
其他情報分析類型包括即時情報、預測情報、科學與技術情報、反情報、人物情報、醫療情報、國內情報與經濟情報。